# Associazione Calcio Alcamo 1978-1979
Questa pagina raccoglie le informazioni riguardanti l'Associazione Calcio Alcamo nelle competizioni ufficiali della stagione 1978-1979.

## Organigramma societario
Area direttiva
- Presidente: Giuseppe Lauria
- Segretario: Attilio Costantino

Area tecnica
- Direttore sportivo: Silvano Lombardo
- Allenatore: Carlo Matteucci

## Rosa
| N. |                   | Ruolo | Calciatore          |
| -- | ----------------- | ----- | ------------------- |
|    | Italia (bandiera) | D     | Vinicio Brilli      |
|    | Italia (bandiera) | D     | Pasquale Cadili     |
|    | Italia (bandiera) |       | Calderone           |
|    | Italia (bandiera) | C     | Michele Cassano     |
|    | Italia (bandiera) | D     | Angelo Cracchiolo   |
|    | Italia (bandiera) | D     | Alfonso De Filippis |
|    | Italia (bandiera) | P     | Lorenzo Di Iorio    |
|    | Italia (bandiera) | C     | Angelo Fadigati     |
|    | Italia (bandiera) | C     | Giovanni Faedda     |

| N. |                   | Ruolo | Calciatore           |
| -- | ----------------- | ----- | -------------------- |
|    | Italia (bandiera) | C     | Giovanni Famiglietti |
|    | Italia (bandiera) |       | Fulcner              |
|    | Italia (bandiera) |       | Gallina              |
|    | Italia (bandiera) | A     | Paolo Mangiapane     |
|    | Italia (bandiera) | C     | Sergio Nocera        |
|    | Italia (bandiera) | D     | Felice Pipitone      |
|    | Italia (bandiera) | A     | Marcello Pitino      |
|    | Italia (bandiera) | A     | Angelo Rotondo       |

## Risultati

### Campionato

#### Girone di andata
| 1º ottobre 1978 1ª giornata | Alcamo | 2 – 0 | Savoia |  |

| 8 ottobre 1978 2ª giornata | Alcamo | 2 – 0 | Potenza |  |

| 15 ottobre 1978 3ª giornata | Marsala | 0 – 0 | Alcamo |  |

| 22 ottobre 1978 4ª giornata | Alcamo | 3 – 0 | Siracusa |  |

| 29 ottobre 1978 5ª giornata | Vittoria | 2 – 0 | Alcamo |  |

| 5 novembre 1978 6ª giornata | Alcamo | 1 – 1 | Casertana |  |

| 12 novembre 1978 7ª giornata | Nuova Igea | 1 – 0 | Alcamo |  |

| 19 novembre 1978 8ª giornata | Alcamo | 1 – 0 | Cassino |  |

| 26 novembre 1978 9ª giornata | Trapani | 0 – 0 | Alcamo |  |

| 3 dicembre 1978 10ª giornata | Alcamo | 3 – 0 | Ragusa |  |

| 10 dicembre 1978 11ª giornata | Messina | 1 – 1 | Alcamo |  |

| 17 dicembre 1978 12ª giornata | Alcamo | 1 – 0 | Sorrento |  |

| 30 dicembre 1978 13ª giornata | Cosenza | 0 – 0 | Alcamo |  |

| 7 gennaio 1979 14ª giornata | Palmese | 1 – 1 | Alcamo |  |

| 14 gennaio 1979 15ª giornata | Alcamo | 1 – 1 | Rende |  |

| 21 gennaio 1979 16ª giornata | Vigor Lamezia | 0 – 0 | Alcamo |  |

| 28 gennaio 1979 17ª giornata | Alcamo | 3 – 0 | Crotone |  |

#### Girone di ritorno
| 4 febbraio 1979 18ª giornata | Savoia | 3 – 0 | Alcamo |  |

| 11 febbraio 1979 19ª giornata | Potenza | 1 – 0 | Alcamo |  |

| 18 febbraio 1979 20ª giornata | Alcamo | 1 – 0 | Marsala |  |

| 25 febbraio 1979 21ª giornata | Siracusa | 2 – 1 | Alcamo |  |

| 4 marzo 1979 22ª giornata | Alcamo | 1 – 0 | Vittoria |  |

| 11 marzo 1979 23ª giornata | Casertana | 0 – 0 | Alcamo |  |

| 25 marzo 1979 24ª giornata | Alcamo | 1 – 1 | Nuova Igea |  |

| 1º aprile 1979 25ª giornata | Cassino | 2 – 1 | Alcamo |  |

| 8 aprile 1979 26ª giornata | Alcamo | 1 – 0 | Trapani |  |

| 22 aprile 1979 27ª giornata | Ragusa | 0 – 1 | Alcamo |  |

| 29 aprile 1979 28ª giornata | Alcamo | 2 – 1 | Messina |  |

| 6 maggio 1979 29ª giornata | Sorrento | 1 – 0 | Alcamo |  |

| 13 maggio 1979 30ª giornata | Alcamo | 1 – 1 | Cosenza |  |

| 20 maggio 1979 31ª giornata | Alcamo | 0 – 0 | Palmese |  |

| 27 maggio 1979 32ª giornata | Rende | 1 – 1 | Alcamo |  |

| 3 giugno 1979 33ª giornata | Alcamo | 1 – 0 | Vigor Lamezia |  |

| 9 giugno 1979 34ª giornata | Crotone | 1 – 1 | Alcamo |  |